# San José Chiapa (kommun)
San José Chiapa är en kommun i Mexiko.   Den ligger i delstaten Puebla, i den sydöstra delen av landet, 150 km öster om huvudstaden Mexico City.
Följande samhällen finns i San José Chiapa:
- San José Chiapa
- San José Ozumba
- Nuevo Vicencio
- San José Morelos
- San Isidro Ovando
- La Purísima
- San Juan Bautista